# 人民联合民主运动

人民联合民主运动旗帜

人民联合民主运动（英語：People's United Democratic Movement，缩写为PUDEMO，斯瓦蒂语：Insika Yenkhululeko Yemaswati）是斯威士兰的一个非法的民主社会主义政党。1983年，该党成立于斯威士兰大学。目前，该党的主席是姆伦吉西·马坎亚。该党是进步联盟的参加者和社会党国际的咨询党。
斯威士兰国王姆斯瓦蒂三世实行绝对君主制，长期镇压该党。他以该党是“恐怖组织”为由，将其取缔，并监禁其领导人。自从该党发起名为“别让太阳落下”的运动以来，斯威士兰政府便对该党严密监控。该运动主张实现斯威士兰的“彻底解放”。近年，斯威士兰政府甚至对于支持该党的微小行为也进行严厉打压，例如2010年5月，该党成员西波·杰莱仅因穿着该党的T恤而被捕，并在拘押期间死亡。